# 驼背鲈
驼背鲈（学名：Cromileptes altivelis），俗称老鼠斑、青斑，是鮨科驼背鲈属的唯一一种。

## 分布
本魚分布于西太平洋區，包括日本、臺灣地區、中國大陸、印尼、澳洲、帛琉、關島、新喀里多尼亞等海域40米以上的浅海。该物种的模式产地在爪哇。

## 特徵
本魚體側扁，背部高聳隆起，頭小，口大。體色為白色，散布黑色圓點，尾鰭圓形。背鰭硬棘10棘；背鰭軟條17至19枚；臀鰭硬棘3枚；臀鰭軟條9至10枚，體長可達70公分。

## 生態
本魚幼魚出現在潮池中，成魚活動於較深水域，性情兇猛，機警，具領域性，屬肉食性，以小魚及小型底棲性無脊椎動物為食。具順序性雌雄同體，為先雌後雄。

## 經濟利用
為高經濟價值的食用魚，另可做為觀賞魚。

## 扩展阅读
- 維基物種上的相關：驼背鲈